# In Time
In Time (bra: O Preço do Amanhã; prt: Sem Tempo) é um filme estadunidense de 2011 dos gêneros ação e ficção científica distópica escrito, dirigido e produzido por Andrew Niccol.
Estrelado por Justin Timberlake e Amanda Seyfried, com participações de Cillian Murphy, Vincent Kartheiser, Olivia Wilde, Matt Bomer, Johnny Galecki e Alex Pettyfer, o filme segue Will Salas e Sylvia Weis, dois habitantes de uma futura sociedade geneticamente modificada que usa o tempo de vida como moeda principal, com cada indivíduo possuindo um relógio no antebraço que faz a contagem regressiva de quanto tempo eles têm de vida.
O filme foi lançado em 28 de outubro de 2011 nos Estados Unidos e arrecadou quase US$ 174 milhões mundialmente contra um orçamento estimado de US$ 40 milhões. Foi recebido com críticas geralmente mistas.

## Enredo
Em 2169, num futuro distópico, as pessoas são geneticamente modificadas para parar de envelhecer no seu 25º aniversário e recebem um ano "grátis" para viver. Todo mundo tem um cronômetro no antebraço que mostra o tempo restante; quando chega a zero, a pessoa “expira” e morre instantaneamente. O tempo é a moeda universal, transferida diretamente entre as pessoas ou armazenada em cápsulas. O país está dividido em fusos horários onde se encontram duas cidades: Dayton, um gueto onde as pessoas raramente têm mais de 24 horas no cronômetro, sendo uma das localidades mais pobres; e New Greenwich que, em contraste, é o mais rico local do país, onde seus habitantes são praticamente imortais.
O operário Will Salas mora em Dayton com sua mãe Rachel. Uma noite, ele resgata o bêbado Henry Hamilton do ladrão de tempo Fortis e sua gangue, os "Homens-Minuto". Hamilton revela que o povo de New Greenwich acumula seu tempo enquanto aumenta constantemente os preços para manter os mais pobres morrendo. Uma vez que está desiludido com sua vida luxuosa, Hamilton transfere todo o seu tempo para Will, que estava dormindo após fugirem dos Homens-Minuto, antes de deliberadamente expirar e morrer à beira de uma ponte próxima. Raymond Leon, o líder dos "Guardiões do Tempo", equivalente à polícia, presume que Will matou Hamilton e passa a persegui-lo.
O amigo de Will, Borel, o alerta contra passar tanto tempo em Dayton com mais de 100 anos de vida em seu relógio. Will dá ao Borel dez anos, um para cada ano de amizade como forma de retribuição. Will sai ao encontro de sua mãe, com a intenção de levá-la para New Greenwich. No entanto, o tempo de Rachel expira e ela morre em seus braços, menos de um segundo antes que ele pudesse transferir tempo para ela para salvar sua vida. Will jura vingar a morte de sua mãe, tirando do povo de New Greenwich tudo o que eles têm a custa das mortes da população de Dayton.
Uma vez em New Greenwich, Will vai até um cassino e conhece o empresário Philippe Weis e sua filha Sylvia. Durante um jogo de pôquer, Will quase tem seu tempo expirado por conta de uma aposta que valia todo o tempo que ele possuía, mas depois consegue vencer mais de um milênio de vida, chamando a atenção de Sylvia, que o convida para uma festa mais tarde. Leon rastreia Will na mansão dos Weis e o prende, confiscando todo seu tempo adquirido, deixando-o apenas com duas horas de vida.
Enquanto estava prestes a ser escoltado pelos agentes, Will consegue escapar, levando uma arma deles e Sylvia como refém, fugindo para Dayton, mas a gangue de Fortis os embosca ao chegar lá; os bandidos roubam todo o tempo de Will e Sylvia, deixando-os com trinta minutos cada. Ao perceber que tiveram seus tempos roubados, Will corre com Sylvia para a casa de Borel para pegar um pouco do tempo que ele havia dado anteriormente a ele, apenas para serem recebidos pela esposa de Borel, Greta, que explica que ele bebeu até morrer. Will então decide levar os brincos de Sylvia até uma casa de penhor para trocá-los por mais tempo; eles conseguem ganhar dois dias pelos brincos, com cada um ficando com um dia de tempo. Will telefona para Weis e exige que ele pague um resgate de 1.000 anos às pessoas de Dayton em troca do retorno seguro de Sylvia. Weis recusa e Will liberta Sylvia assim que Leon os encontra. Sylvia atira no braço de Leon e Will lhe dá tempo suficiente para sobreviver até que os outros Guardiões do Tempo cheguem. Os dois usam o carro de Leon para seguir de volta até New Greenwich, onde emboscam uma moradora, de quem roubam seu tempo e carro.
Will e Sylvia roubam os bancos do tempo de Weis e dão cápsulas do tempo aos mais necessitados de Dayton. Eles percebem que não podem mudar nada significativamente, pois os preços aumentam mais rapidamente para compensar o tempo extra (como se fosse uma inflação). A gangue de Fortis os embosca para receber a recompensa por sua captura, mas Will mata ele e sua gangue. Will e Sylvia então adentram a mansão de Weis e roubam uma cápsula contendo um milhão de anos do cofre dele. Leon os persegue de volta a Dayton, mas não consegue impedi-los de distribuir o tempo roubado. O tempo de Leon expira por ele ter se esquecido de se abastecer com sua "cota de tempo" através de uma "fonte" em sua viatura; Will e Sylvia quase expiram, mas sobrevivem quando eles se abastecem com o tempo de Leon no carro.
Reportagens de TV mostram fábricas em Dayton fechando, pois todos têm tempo suficiente para abandonar seus empregos. Tendo visto as consequências de sua obsessão pela dupla, o colega de Leon, Jaeger, ordena que os Guardiões do Tempo voltem para casa. Will e Sylvia, agora como um casal, progridem assaltando bancos maiores, ainda tentando quebrar o sistema.

## Elenco
- Justin Timberlake como Will Salas
- Amanda Seyfried como Sylvia Weis
- Cillian Murphy como Raymond Leo
- Olivia Wilde como Rachel Salas
- Alex Pettyfer como Fortis
- Matthew Bomer como Henry Hamilton
- Vincent Kartheiser como Philippe Weis
- Elena Satine como Jasmine
- Johnny Galecki como Borel
- Rachel Roberts como Carrera
- Ethan Peck como Constantine
- Yaya DaCosta como Greta
- August Emerson como Levi
- Sasha Pivovarova como Clara
- Bella Heathcote como Michele Weis
- Toby Hemingway como Timekeeper Kors
- Jessica Parker Kennedy como Edouarda
- Collins Pennie como Jaeger
- Christoph Sanders como Nixon
- Jeff Staron como Oris

## Produção
Antes do filme receber o título definito In Time, os nomes "Now" e "I'm.mortal" foram usados durante a produção. Em 12 de julho de 2010, foi relatado que Amanda Seyfried havia recebido uma oferta para um dos papéis principais. Em 27 de julho de 2010, foi confirmado que Justin Timberlake também havia recebido uma oferta para ser o protagonista. Em 9 de agosto de 2010, Cillian Murphy foi confirmado como o antagonista principal da história.
As primeiras fotos do set foram reveladas em 28 de outubro de 2010. O filme foi produzido pela New Regency para ser distribuído pela 20th Century Fox, com Marc Abraham e Eric Newman (além do próprio diretor Andrew Niccol) atuando como produtores através da Strike Entertainment. Numa entrevista com o jornalista Kristopher Tapley do In Contention, Roger Deakins afirmou que iria rodar o filme totalmente de maneira digital, o que tornaria este o primeiro filme a ser rodado digitalmente pelo veterano diretor de fotografia.
As cenas de Dayton foram filmadas principalmente nos bairros de Skid Row e Boyle Heights, em Los Angeles, enquanto as cenas de New Greenwich foram filmadas principalmente em Century City, Bel Air e Malibu. Os mapas usados pelos Guardiões do Tempo em sua sala de operações são na verdade mapas reais de Los Angeles.
Para o cenário retrofuturista, os fornecedores de veículos de produção montaram uma frota de carros e caminhões em lotes de carros usados e ferros-velhos. Foram usados para a produção um Citroën DS 21, um Cadillac Seville e vários Dodge Challengers e Lincoln Continentals aparentemente imaculados. Os Dodges foram empregados como as viaturas dos Guardiões do Tempo. Os veículos receberam modificações suaves e foram personalizados externamente, sendo equipados com grades dianteiras e traseiras cobrindo as luzes e pneus de perfil baixo em rodas de disco; em total contraste com os Lincolns, a pintura é preta fosca. Uma estreita barra de luz policial foi instalada internamente, atrás dos para-brisas.
O uso do retrofuturismo é um dos muitos elementos que o filme compartilha com os trabalhos anteriores de Andrew Niccol como Gattaca (1997); o próprio Niccol referiu-se ao filme In Time como "um filho bastardo de Gattaca". Esse filme também apresenta carros antigos movidos a eletricidade (notadamente um Rover P6 e também um Citroën DS), bem como edifícios de idade indeterminada. Gattaca também lida com desigualdades inatas (embora neste caso sejam genéticas, em vez de longevidade) e também apresenta um personagem que busca cruzar a divisão que seu direito de nascença deveria lhe negar. Em ambos os filmes, os personagens centrais são perseguidos por policiais após serem erroneamente identificados como tendo cometido um assassinato.

### Processo de direitos autorais
Um pouco antes de ser lançado, em 15 de setembro de 2011, uma ação judicial foi movida contra o filme por advogados que atuaram em nome de Harlan Ellison, autor de "'Repent, Harlequin!' Said the Ticktockman". O processo, que citava a New Regency, o diretor Andrew Niccol e vários John Does anônimos, parece basear sua afirmação na semelhança de que tanto o filme concluído quanto a história de Ellison dizem respeito a um futuro distópico no qual as pessoas têm um determinado período de tempo para viver, que pode ser revogado, dadas certas circunstâncias pertinentes, por uma autoridade reconhecida conhecida como "Guardiã do Tempo". Inicialmente, a ação exigia uma liminar contra o lançamento do filme; no entanto, Ellison mais tarde alterou seu processo para pedir créditos na tela antes de desistir do processo, com ambos os lados divulgando a seguinte declaração conjunta: "Depois de ver o filme In Time, Harlan Ellison decidiu rejeitar voluntariamente a ação. Nenhum pagamento ou crédito na tela foi prometido ou dado a Harlan Ellison. As partes se desejam boa sorte e não têm mais comentários sobre o assunto".

## Recepção

### Crítica
O filme foi recebido com críticas mistas para negativas. O agregador de resenhas Rotten Tomatoes relata que 37% dos 175 críticos deram uma crítica positiva ao filme; a classificação média atribuída é de 5,30/10 sob o seguinte consenso crítico: "A premissa intrigante e o elenco atraente de In Time são facilmente superados pela narrativa contundente e pesada". O Metacritic atribuiu ao filme a pontuação 53/100 com base em 36 resenhas, indicando "comentários mistos ou médios". As pesquisas com os espectadores nos cinemas realizadas pelo CinemaScore relataram que a nota média que o público deu ao filme foi "B-" em uma escala de "A+" a "F".
Roger Ebert deu ao filme uma crítica positiva com 3 estrelas de 4, observando que a "premissa é terrivelmente intrigante", mas "grande parte deste filme foi montada a partir de elementos padrão". O crítico de cinema Henry Barnes descreveu o personagem Will como "um 'Robin Hood' de Rolex". Michael O'Sullivan, do jornal Washington Post, avaliou o filme com duas estrelas e meia em um máximo de quatro, chamando-o de "elegante" e "surpreendentemente substancial". Marcelo Hessel, do site brasileiro Omelete, escreveu que In Time é "o tipo de filme formatado para agradar sem fazer muito esforço", mas que "debaixo dessa casca de suspense-de-bom-gosto, porém, tem visíveis rachaduras", e chamou o personagem principal, Will Salas, de "mal construído".

### Comercial
In Time arrecadou US$ 12 milhões em seu fim de semana de estreia, estreando em terceiro lugar, atrás de Puss in Boots e Atividade Paranormal 3. Encerrou seu circuito nos cinemas arrecadando um total de US$ 173.930.596, dos quais 78% foram de fora dos Estados Unidos e Canadá, onde o longa ganhou US$ 37,5 milhões.